# Szőllősy Oszkár
Szőllősy Oszkár (Sátoraljaújhely, 1874. február 24. – Budapest, 1936. június 2.) jogi író, miniszteri tanácsos. 

## Életpályája
Szülei Szőllősy Gyula és Barna Amália. 1898-ban Budapesten szerezte meg jogi doktorátusát. Külföldön is végzett tanulmányokat, majd 1906 és 1918 között ügyészként a bíróságon teljesített szolgálatot. 1919-től egészen haláláig az igazságügyminisztérium börtönügyi osztályán mint miniszteri tanácsos működött. Magyar börtönügy címmel kiadott monográfiájában célként a gyakorlat és az elmélet szintézisére való törekvés fogalmazódott meg, ezen munkáját Prof. Dr. Mezey Barna a mai magyar büntetés-végrehajtás kottájaként jellemezte. A Tanácsköztársaság alatt elkövetett bűnökről szóló könyve Gonosztevők a diktatúrában címmel jelent meg, melyben leplezetlenül, többek számára túlságosan naturaliszikus módon fogalmazta meg gondolatait.

## Művei
- Magyar börtönügy (Bp., 1920)
- Vádbeszédek (Bp., 1926)
- Magyar börtönügy. A szabadságvesztésbüntetések végrehajtása (Bp., 1930 – 1935)